# Wang Du Lu
Wang Baoxiang (Chino tradicional: 王葆祥, Pekín, 1909, Shandong, 1977), más conocido por su apodo Wang Du Lu (Chino tradicional: 王度盧, chino simplificado: 王度庐) fue un escritor chino de novelas Wuxia. 
Nacido en Pekín en el seno de una familia pobre manchú, trabajó como editor en una agencia periodística y como oficinista en una asociación mercantil antes de ser escritor, y comenzó a escribir novelas Wuxia después de mudarse a Qingdao. Una de sus principales obras es la Pentalogía de Hierro.
Fue enviado al campo en una de las campañas de reeducación de la Revolución cultural y allí murió a causa de una enfermedad. Escribió más de 30 novelas y tuvo más de tres hijos con Li Danquan, su esposa, quien conoció al director Ang Lee durante el rodaje de Wò hǔ cáng lóng, una película inspirada en una de sus novelas.